# Taehwa River Iaan Exordium
 (octobre 2021).
Si vous disposez d'ouvrages ou d'articles de référence ou si vous connaissez des sites web de qualité traitant du thème abordé ici, merci de compléter l'article en donnant les références utiles à sa vérifiabilité et en les liant à la section « Notes et références ».
Taehwa River Iaan Exordium est le nom de deux gratte-ciel de 200 mètres construit en 2010 à Ulsan en Corée du Sud. 